# Klearchos Loukopoulos

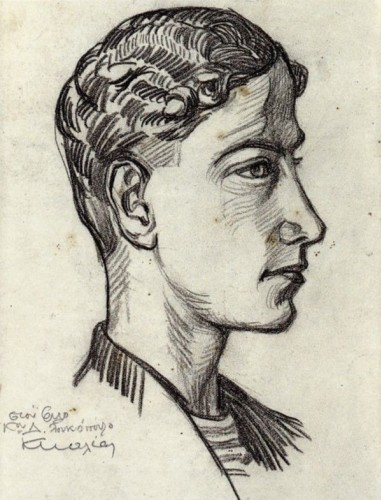
Klearchos Loukopoulos, gezeichnet von Konstantinos Maleas, vor 1928

Klearchos Loukopoulos (griechisch Κλέαρχος Λουκόπουλος, * 1906 in Thermo; † 1995 in Athen) war ein griechischer Bildhauer der Moderne.

## Leben
Klearchos Loukopoulos wurde 1906 in Thermo geboren.
Er hatte Zeichenunterricht bei Konstantinos Maleas und studierte 1934 bis 1936 Bildhauerei an der Académie Colarossi in Paris, wo er Thanassis Apartis kennenlernte. Er studierte auch an der Juristischen Fakultät der Universität Athen und besuchte Theater- und Violinenkurse am Nationalen Konservatorium in Athen. 1963 wurde er von der griechischen Sektion der Association Internationale des Critiques d’Art ausgezeichnet, 1971 erhielt er ein Stipendium der Ford Foundation. 1972 lehnte er in Protest gegen die Griechische Militärdiktatur den Nationaler Kunstpreis für herausragende Leistungen ab. Er veröffentlichte und übersetzte zahlreiche Artikel über Kunst.
Er starb 1995 in Athen.

## Werk
Sein figürliches Frühwerk war von archaischer Skulptur und Volkskunst inspiriert, später von mykenischer Kunst, bevor er sich der Abstraktion zuwandte. Während er anfangs vor allem in Marmor arbeitete, nutzte er später vor geschmiedetes Eisen. Für die im Auftrag des Griechischen Fremdenverkehrsamtes (EOT) gebauten Xenia-Hotels und Motels schuf er für den Architekten Aris Konstantinidis einige Werke.

## Ausstellungen
- Panhellenische Kunstausstellung[1]
- Salon des Independants in Paris[1]
- Ausstellung der Armos-Gruppe[1]
- Biennale di Venezia 1956 und 1966[1]
- Biennale von São Paulo[1]
- Biennale von Alexandria 1959[1]
- Europalia in Belgien 1982[1]
- „Metamorphoses of the Modern“, Nationalgalerie Athen 1992[1]
- Retrospektive im Vafopouleio-Kulturzentrum Thessaloniki 1997[1]

## Sammlungen
- Nationalgalerie Athen